# Hajdúnánási járás
A Hajdúnánási járás Hajdú-Bihar vármegyéhez tartozó járás Magyarországon, amely 2013-ban jött létre. Székhelye Hajdúnánás. Területe 547,27 km², népessége 29 232 fő, népsűrűsége 53 fő/km² volt a 2012. évi adatok szerint. Két város (Hajdúnánás és Polgár) és 4 község tartozik hozzá.
A Hajdúnánási járás a 2013-ban újonnan létrehozott járások közé tartozik, a járások 1983-as megszüntetése előtt nem létezett. Hajdúnánás 2013 előtt soha nem töltött be járási székhely szerepet.

## Települései
| Település      | Rang (2013. július 15.) | Kistérség (2013. január 1.) | Népesség (2012. január 1.) | Terület (km²) | Településvezető                                |
| -------------- | ----------------------- | --------------------------- | -------------------------- | ------------- | ---------------------------------------------- |
| Hajdúnánás     | járásszékhely város     | Hajdúböszörményi            | 16 975                     | 259,62        | Bódi Judit (Összefogás Hajdúnánásért)          |
| Polgár         | város                   | Polgári                     | 8 047                      | 97,44         | Tóth József (Lokálpatrióta Mozgalom Egyesület) |
| Folyás         | község                  | Polgári                     | 328                        | 53,94         | Győri Viktor Dávid (Független)                 |
| Görbeháza      | község                  | Polgári                     | 2 402                      | 80,2          | Magyar Sándor (Független)                      |
| Tiszagyulaháza | község                  | Polgári                     | 705                        | 20,78         | Herbák József (Független)                      |
| Újtikos        | község                  | Polgári                     | 907                        | 35,29         | Takács József (Fidesz-KDNP)                    |